# Franck Dubosc
Pour les articles homonymes, voir Dubosc.
Franck Dubosc, né le 7 novembre 1963 au Petit-Quevilly, est un humoriste, acteur, scénariste et réalisateur français.
Franck Dubosc parvient à percer au cinéma en 2006 dans le premier rôle de la comédie populaire Camping, concrétisant ses rêves de cinéma. Il confirme ensuite avec d'autres comédies de Fabien Onteniente : Disco (2008), Camping 2 (2010) et Camping 3 (2016).
Il devient également un fréquent collaborateur du réalisateur Éric Lavaine avec Incognito (2009), Bienvenue à bord (2011) et Barbecue (2014). Il tient le premier rôle de trois comédies d'Alexandre Charlot et Franck Magnier : les deux adaptations de la bande-dessinée Boule et Bill (en 2013 et 2017) et la satire Les Têtes de l'emploi (2016). Il fait également partie de grosses productions françaises comme Astérix aux Jeux olympiques (2008), Les Seigneurs (2012) et Les Visiteurs : La Révolution (2016).
En 2018, il réalise son premier film  Tout le monde debout, qui obtient un certain succès critique et commercial.

## Biographie

### Enfance et formation
Fils de Lucien Dubosc (1936-2002), déclarant en douane - décédé de la Maladie de Charcot, et de Janine Plantrou (1934-2021), fonctionnaire dans une mairie, Franck Dubosc grandit en Normandie, au Grand-Quevilly, où il fait ses études au collège Claude-Bernard, puis au lycée Val-de-Seine. Il a une sœur Corinne. Adolescent solitaire, timide et rêveur, il fait du judo pour se donner de l'assurance et s'invente une vie, ce qui préfigure la naissance de son personnage d'aventurier mythomane lors de ses débuts sur scène. Après son baccalauréat, il entreprend des études d'anglais qu'il quitte au bout de trois mois pour entrer au conservatoire de Rouen, où il fait la connaissance de Valérie Lemercier, Virginie Lemoine, Hugues Protat et Karin Viard.

### Carrière

#### Débuts télévisuels et premiers spectacles (années 1980-2001)
Franck Dubosc commence sa carrière en faisant des films et des émissions télévisées. En 1979, il est le pilote du vaisseau des frères Bogdanoff dans l'émission Temps X.
En 1985, il obtient son premier rôle dans À nous les garçons de Michel Lang. Il poursuit dans le cinéma et la télévision en faisant plusieurs figurations. Parallèlement, il est assistant du magicien Hugues Protat pendant trois ans et donne des cours d'expression orale à l'École de formation professionnelle des barreaux de la Cour d'appel de Paris.
En 1987, il décide de partir en Grande-Bretagne où il
décroche l'emploi du "French lover" (Patrice) dans Coronation Street, feuilleton britannique de plus de quarante ans. Il est parallèlement reporter pour l'émission Europ Express sur Channel 4.
En 1992, il est auteur pour la première émission de télévision d'Arthur L'Émission impossible sur la chaîne TF1, parmi d'autres auteurs comme Élie Semoun, Alexandre Devoise, Manu Levy, Laurent Violet et Albert Dupontel. En 1994, alors qu'il fréquente le Café du Trésor dans le Marais à Paris, les patrons de l'époque Alain Attal et Laurent Taëb y introduisent les mercredis soir des soirées de stand-up où l'on joue sur un large cube en bois au fond de la salle. Arnaud Lemort (son futur metteur en scène), serveur au Café du Trésor et au restaurant du même nom et qui revient de New York, est le premier comédien à inaugurer ce format de soirée. Après lui, Franck Dubosc montera rapidement sur le cube quelques semaines après. Dès sa première apparition sur le cube du Café du Trésor, Franck Dubosc réalise une prestation centrée sur son personnage d'aventurier mythomane. Guillaume Canet qui est alors un fidèle de ces soirées du mercredi soir se produira également sur la scène de ce petit café parisien. Sa rencontre avec Élie Semoun encore partenaire de Dieudonné, marque un tournant dans sa carrière : il lui propose de faire la première partie de leur spectacle au Casino de Paris (1997). En 1995, il apparaisse en VHS Les Petites Annonces d'Élie, vont ainsi naître de leur collaboration (Franck Dubosc est coauteur), seront plébiscitées par le public et de nombreux DVD sont par la suite commercialisés. C'est sur un petit « cube en bois » sur la scène du Café du Trésor qu'il fait ses débuts d'humoriste, puis Mouss Diouf lui propose de jouer au Réservoir. Il se produit dans cette salle deux fois par mois.
En 1998, Franck présente Du beau, du bon, Dubosc, son premier one-man-show au théâtre de Dix-Heures,. Il passe ensuite à des salles plus grandes avec son deuxième spectacle J'Vous ai pas Raconté au Splendid en 1999, puis à la Comédie de Paris en 2000, à la Comédie Caumartin en 2001, et enfin à l'Olympia et au Zénith de Paris en 2002.
Fin des années 1990, il réalise quelques autres petits contrats notamment une VHS publicitaire pour le groupe Intermarché.
Durant cette période Franck Dubosc est élu révélation de l'année au festival Juste pour rire de Montréal (Québec). Par la suite, il présente celui-ci de nombreuses années aux côtés de son ami Stéphane Rousseau.

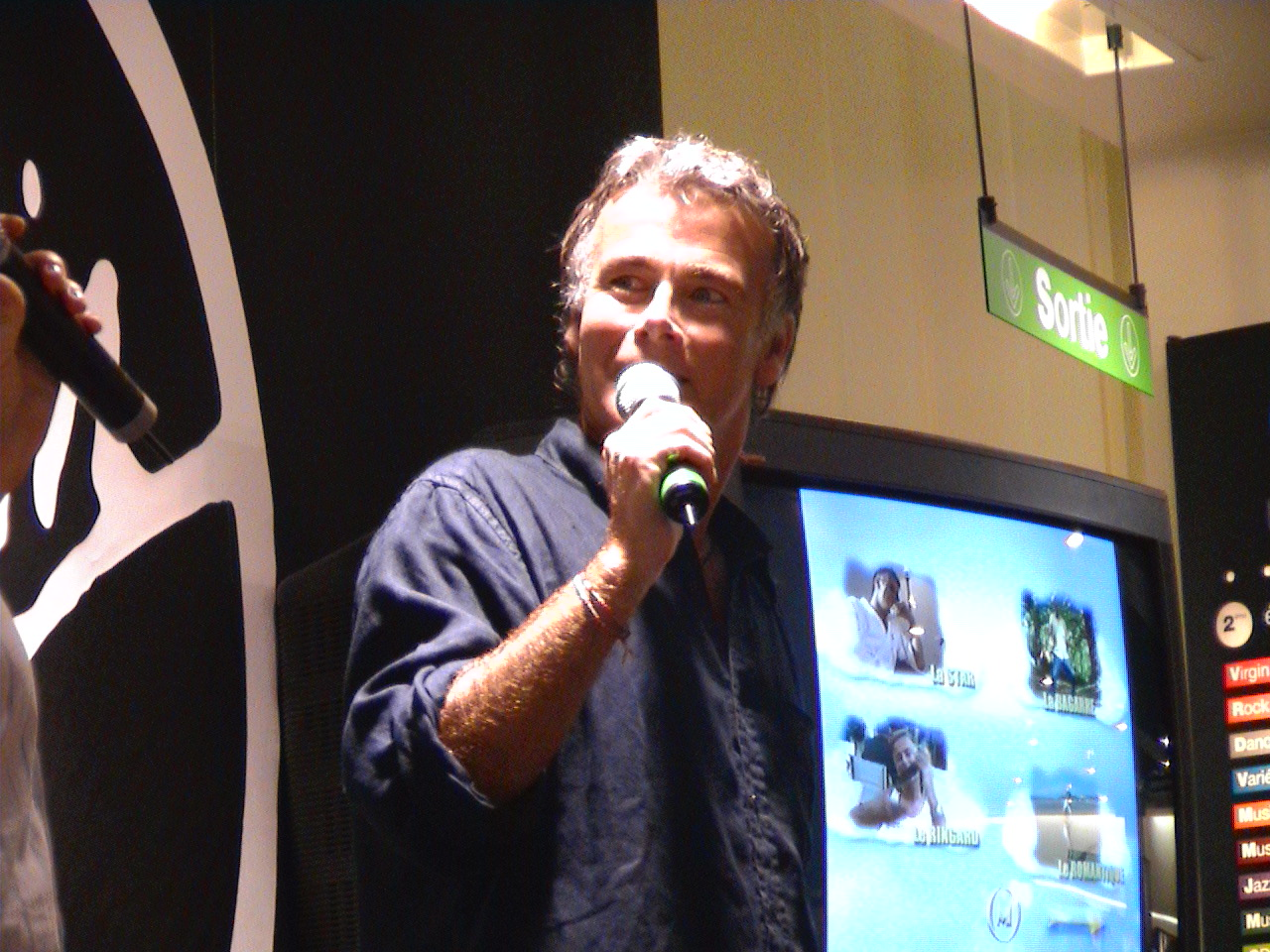
Franck Dubosc au Virgin de Rennes, mai 2003

En 2001, la sortie en VHS de son célèbre spectacle Franck Dubosc : J'vous ai pas raconté ? dans toute la France contribue à renforcer sa notoriété.

#### Percée au cinéma et confirmation sur scène (2002-2010)

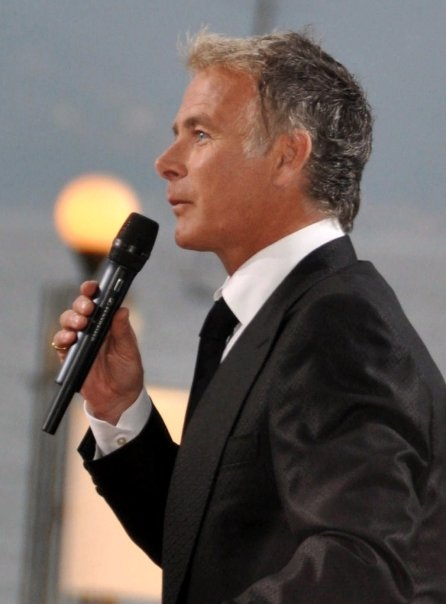
Franck Dubosc au Festival de Cannes 2009.

En 2002, il présente son nouveau spectacle intitulé Romantique qu'il jouera au Bataclan en 2004, puis à l'Olympia en 2005 et enfin au Palais des Sports en 2006.
En 2002, il sort le DVD Pour toi, public (sorte de capsules, où il interprète plusieurs personnages dans diverses situations). Ce DVD se classe, en 2003, parmi les plus importantes ventes de l'année[réf. nécessaire]. Ce succès se réitérera pour le deuxième opus Pour toi, public 2 sorti en 2006. Durant les années 2000 à 2003, il revient à la télévision, et il participe régulièrement à l'émission On a tout essayé sur France 2 auprès de Laurent Ruquier en tant que chroniqueur de la rubrique J'ai testé pour vous.
C'est avec le film Camping de Fabien Onteniente, dont il est également scénariste, qu'il connaît un véritable succès cinématographique en 2006 ; il y incarne Patrick Chirac aux côtés, entre autres, de Claude Brasseur, Mylène Demongeot, Antoine Duléry, Gérard Lanvin et Mathilde Seigner. Le film fait de lui un acteur bankable. Il quitte alors définitivement la télévision pour se concentrer sur le cinéma. Il va enchaîner quatre projets.
Il fait d'abord partie de la distribution de stars réunies pour la grosse production Astérix aux Jeux olympiques, puis il retrouve Fabien Onteniente pour une autre comédie : Disco. Les deux films sont deux succès commerciaux de l'année 2008.
Cette même année, il présente son tout nouveau show intitulé Il était une fois… Franck Dubosc. Spectacle qui se veut autobiographique où il nous raconte sa naissance, son adolescence, ses années plus difficiles jusqu'au début de son succès, et enfin s'imaginant vieux. La tournée des salles aura lieu de mai 2008 à octobre 2010.

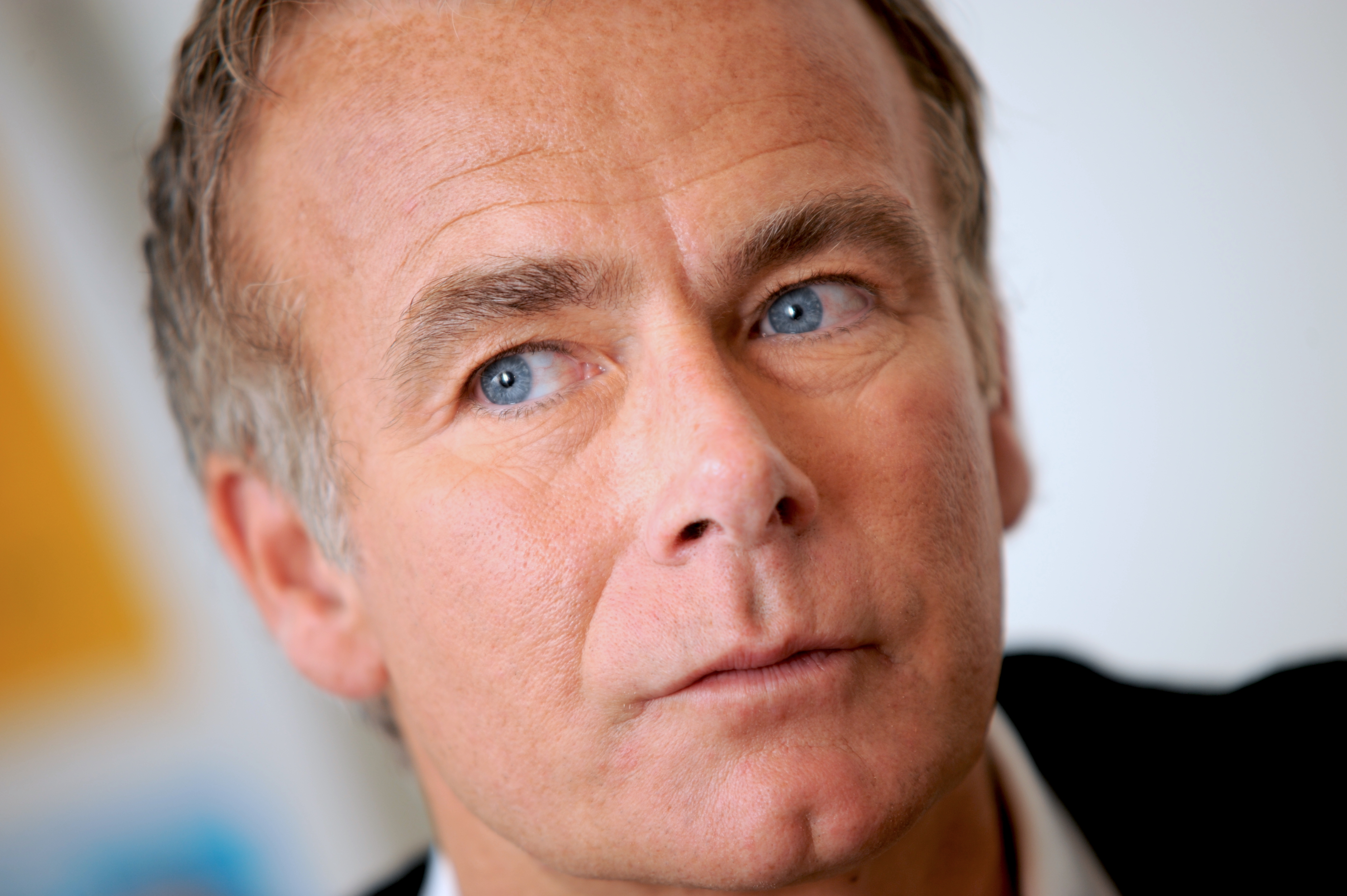
Franck Dubosc, le 28 avril 2009 à Paris.

L'année 2009 est marquée par la sortie de deux projets plus audacieux : d'abord la comédie Incognito, qui l'associe au chanteur Bénabar, puis porte le film-concept Cinéman, deuxième film du romancier Yann Moix. Si le premier est bien accueilli par la critique, le second est très mal reçu, et connait un flop commercial. Pour se rattraper, il s'attelle à Camping 2, qui rencontre également un certain succès, cette fois avec Richard Anconina comme compère, mais toujours sous la direction de Fabien Onteniente. L'accueil critique n'est toutefois pas toujours positif et, dans ces années-là, il est plusieurs fois nommé ou « récompensé » pour un prix satirique, le « Gérard du désespoir masculin ».
C'est d'ailleurs le 16 octobre 2010 qu'il joue la dernière de son spectacle en direct de l'Olympia (Paris) sur TF1. Il entre au musée Grévin le 20 septembre de la même année.

#### Confirmation dans des comédies populaires (2011-2019)

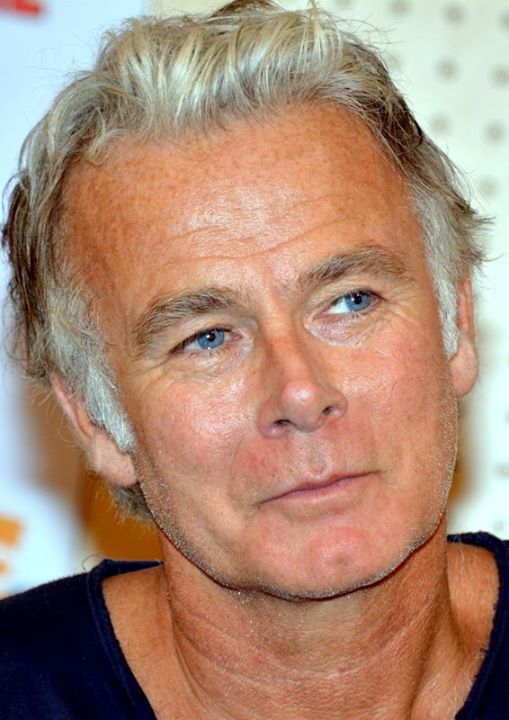
Franck Dubosc lors d'une rencontre à la Fnac de St-Lazare à l'occasion de son spectacle "Franck Dubosc À L'État Sauvage", le 6 octobre 2013.

En 2011, il enchaîne deux comédies populaires, collaborant avec des routiers du genre : d'abord Le Marquis, sous la direction de l'ex-Nul Dominique Farrugia ; puis en faisant partie de la distribution de comiques réunies par Eric Lavaine pour Bienvenue à bord.
L'année 2012 est marquée par les sorties d'un projet plus risqué, une petite comédie dramatique, 10 jours en or ; mais il fait aussi partie des castings de valeurs sûres réunies pour les comédies chorales Plan de table et Les Seigneurs, une réalisation d'Olivier Dahan. Parallèlement, il est le parrain de la 26e édition du Téléthon.
Le samedi 16 février 2013, en compagnie de Marina Foïs, il présente un gros projet, l'adaptation Boule et Bill en avant-première dans les salles de cinéma de la ville de Rouen. Le film rencontrera un succès au box office malgré des critiques plutôt négatives. En octobre, il devient parrain de l’opération belge Cap 48. Le dimanche 10 novembre 2013, il est l'invité principal de l'émission de Michel Drucker, Vivement Dimanche.
De février 2013 à avril 2015, il est de retour sur scène avec son one man show intitulé « Franck Dubosc à l'état sauvage ». Il y explique que tout l'emmerde et qu'il souhaite partir loin de sa vie de tous les jours.
Du 27 novembre 2013 au 5 janvier 2014, après une tournée de petites salles, il est sur la scène du Casino de Paris. Il passe, par la suite, pour quelques dates en avril 2014 et avril 2015 au Palais des Sports de Paris. Entretemps une tournée dans toute la France et il finit par trois dates sur l'île de la Réunion et l'île Maurice.
L'année 2014 est marquée par la sortie de plusieurs comédies : une l'amenant vers un rôle plus dramatique, Fiston, de Pascal Bourdiaux, face à la valeur montante Kev Adams. Le film reçoit des critiques plutôt correctes. 

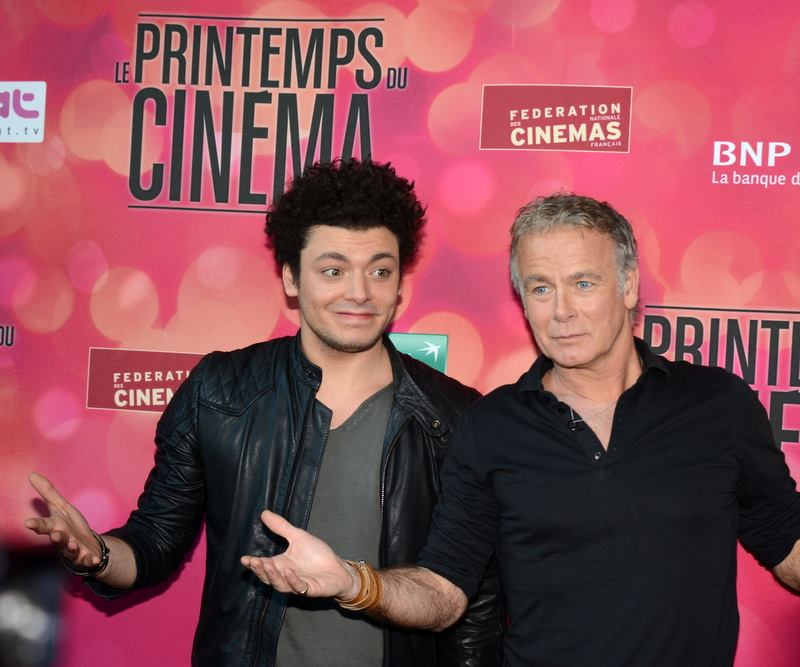
Franck Dubosc aux côtés de Kev Adams pour la promotion du film en 2014.

Puis il fait partie du casting d'humoristes réunis par Éric Lavaine pour sa nouvelle comédie chorale, Barbecue. Il y côtoie Lambert Wilson et Florence Foresti. Enfin, il participe à la comédie SMS, portée par Guillaume de Tonquédec qui cumule 293 089 entrées en salles.
En 2015, il retrouve Dominique Farrugia pour la comédie Bis, dont il partage l'affiche avec une autre star de la comédie populaire, Kad Merad. À la fin de l'année, il retrouve Gérard Lanvin, son partenaire du premier Camping pour Pension complète (270 158 entrées) incursion dans la comédie du réalisateur Florent Emilio Siri. Les deux films déçoivent au box-office, et sont ignorés par la critique.

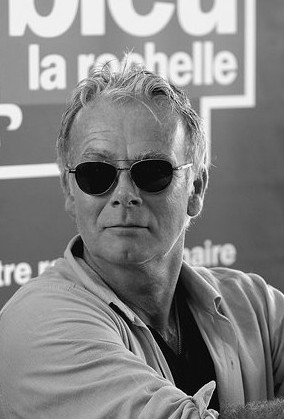
Franck Dubosc au Festival de la Fiction TV de La Rochelle en 2016.

Pour 2016, l'acteur mise donc sur deux suites : d'abord Les Visiteurs : La Révolution (6 avril 2016) et Camping 3 (29 juin 2016), dernier volet de la trilogie Camping. Ces deux films, ajoutés à la plus audacieuse Têtes de l'emploi (seulement 492 233 entrées) permettent à l'acteur d'être à la première place du classement des acteurs ayant le meilleur box-office pour l'année 2016.
En 2017, il est encore à l'affiche d'une autre suite, Boule et Bill 2 qui est un échec (487 029 entrées vs 2 007 296 pour Boule et Bill). Marina Foïs, qui a préféré décliner le rôle de la mère de Boule, est remplacée au débotté par Mathilde Seigner, sa partenaire des deux premiers Camping. Mis à part ce film, l'acteur se fait discret, se contentant d'un second rôle dans L'Embarras du choix (444 534 entrées).
Son premier film en tant que réalisateur, Tout le monde debout, sort en mars 2018. Il tourne ensuite le nouveau Fabien Onteniente, All Inclusive, prévu pour 2019.
Le film sort en février, il réalise à peine 814 207 entrées malgré 621 salles et plus de 15 M€ de budget.
Toute ressemblance… réalisé par Michel Denisot sort le 27 novembre 2019, c'est également un échec avec moins de 110 000 entrées pour un budget de 8 M€.

#### Années 2020
Du 22 au 23 avril 2020, pendant le confinement dû à la crise du coronavirus, Camille Combal invite Franck Dubosc à participer à l'émission  Qui veut gagner des millions à la maison ?.
La même année, Franck Dubosc interprète Antoine Mercier, le père de famille « débordé » dans 10 jours sans maman.
Il réalise son deuxième long métrage, Rumba la vie, qui sort en août 2022.
Le 29 janvier 2022, la première mondiale de l'épisode 5 de la saison 4 de Miraculous, "Psycomédien", est dévoilé sur la chaîne suisse RTS[réf. nécessaire]. Dans cet épisode, un nouveau personnage est mis en vedette : Harry Clown, qui est un comédien aimant faire rire son public avec ses sketchs, inspiré de Franck Dubosc[réf. nécessaire]. Il est akumatisé en "Psycomédien" et possède le pouvoir de faire vivre l'émotion de son choix aux personnes qui le regardent[réf. nécessaire]. Dubosc prête ainsi sa voix au personnage dans la version française.
En 2024, il réalise son troisième film, Un ours dans le Jura, une comédie noire avec notamment Laure Calamy et Benoît Poelvoorde.

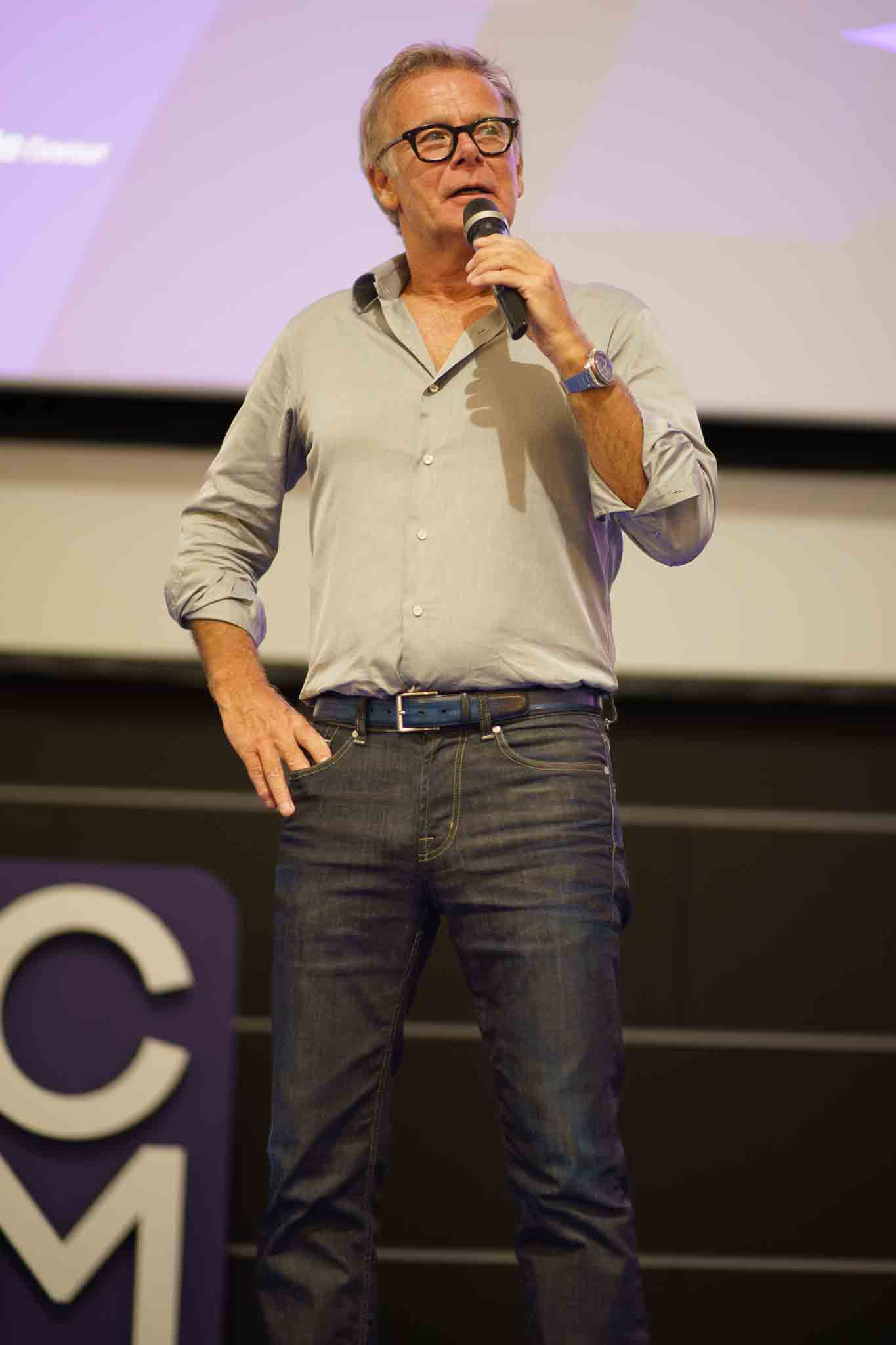
L'acteur au festival du cinéma francophone de Málaga en 2024.

En octobre de la même année, il tient le rôle du « Maître du Jeu » dans l'émission Le Maître du Jeu diffusée sur TF1 et présentée par Laurent Ruquier.

### Vie privée
En 2003, au bout de cinq ans de relation, Franck se sépare de sa compagne, Sabrina Dufay, une productrice de télévision. Avant elle, il eut une aventure avec l'ex-productrice de C'Cauet Julie Brochu Thomassin.
Depuis 2006, Franck partage sa vie avec Danièle, une Libanaise de plus de dix ans sa cadette. Après s'être fiancés en avril 2009, ils se sont mariés le 19 juin 2009. Ensemble, ils ont eu deux garçons, Raphaël (né le 6 janvier 2010) et Milhan (né le 28 octobre 2012).
Franck Dubosc participe à l'émission de France 2 Retour aux sources diffusée le 29 mai 2018 et enquête sur le parcours de son grand-père Robert Plantrou en tant que prisonnier de guerre après les combats de mai et juin 1940. Il est emprisonné de 1940 à 1945. Très ému par ses recherches, il contacte l'association Le Souvenir français qui décore Robert Plantrou de la Médaille du combattant à titre posthume.
Franck Dubosc est catholique.

## Polémique
Dans une vidéo postée le 28 novembre 2018, Franck Dubosc déclare soutenir le mouvement des Gilets jaunes. Le 5 décembre, il se désolidarise du mouvement, jugeant les gilets jaunes « trop hargneux, trop haineux » après qu'un passant lui a demandé son avis. Son revirement d'opinion suscite de violentes réactions. Conspué sur les réseaux sociaux, alors que l'appel au boycott de son spectacle Fifty-Fifty s'intensifie, il finit par venir s'expliquer sur les raisons de ses paroles afin de réaffirmer fermement son soutien au mouvement,.

## Théâtre
Sauf indication contraire ou complémentaire, les informations mentionnées dans cette section peuvent être confirmées par la base de données Les Archives du spectacle.

### Seuls en scène
- 1999-2003 : J'vous ai pas raconté ?
- 2004-2006 : Romantique
- 2008-2010 : Il était une fois... Franck Dubosc
- 2013-2015 : Franck Dubosc à l'état sauvage
- 2017-2020 : Fifty fifty

### Pièce
- 2012 : Inconnu à cette adresse de Kressmann Taylor, mise en scène Delphine de Malherbe au Théâtre Antoine

## Filmographie

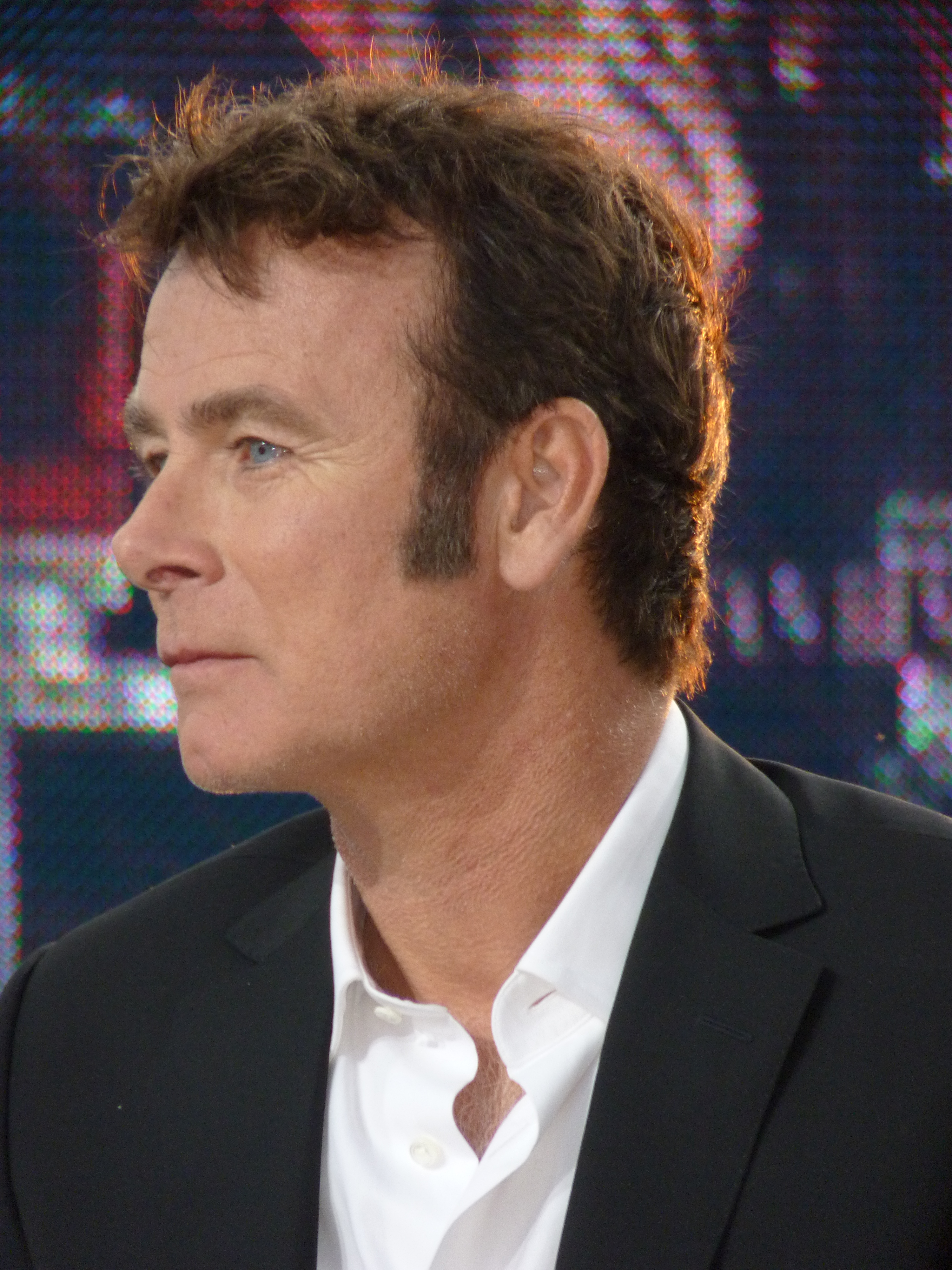
Franck Dubosc au festival de Cannes 2012.

Sauf indication contraire, les informations mentionnées dans cette section peuvent être confirmées par les bases de données cinématographiques IMDb et Allociné,  présentes dans la section « Liens externes ».

### Acteur

#### Cinéma
- 1985 : À nous les garçons de Michel Lang : Cyril
- 1986 : Justice de flic de Michel Gérard : Hervé Jefferson
- 1998 : Le Clone de Fabio Conversi : Bernard
- 1998 : Charité biz'ness de Thierry Barthes et Pierre Jamin : présentateur TV
- 1999 : Les Parasites de Philippe de Chauveron : Franck, le type dans la voiture
- 1999 : Trafic d'influence de Dominique Farrugia : Fabien
- 1999 : Recto-verso de Jean-Marc Longval : Jérémy
- 1999 : L'Homme de ma vie de Stéphane Kurc : le jeune homme timide
- 2004 : Au secours, j'ai 30 ans ! de Marie-Anne Chazel : Léo Melvil
- 2005 : Iznogoud de Patrick Braoudé : Chambellan Calife
- 2006 : Camping de Fabien Onteniente : Patrick Chirac
- 2008 : Astérix aux Jeux olympiques de Frédéric Forestier et Thomas Langmann : Assurancetourix
- 2008 : Disco de Fabien Onteniente : Didier Graindorge, dit « Didier Travolta »
- 2009 : Incognito d'Éric Lavaine : Francis
- 2009 : Cinéman de Yann Moix : Régis Deloux
- 2010 : Camping 2 de Fabien Onteniente : Patrick Chirac
- 2011 : Le Marquis de Dominique Farrugia : Thomas Gardesse / le Marquis
- 2011 : Bienvenue à bord d'Éric Lavaine : Rémy Pasquier
- 2012 : Dix Jours en or de Nicolas Brossette : Marc Bajau
- 2012 : Plan de table de Christelle Raynal : Pierre
- 2012 : Les Seigneurs d'Olivier Dahan : David Léandri
- 2013 : Boule et Bill d'Alexandre Charlot et Franck Magnier : Pierre Roba, le père de Boule
- 2014 : Fiston de Pascal Bourdiaux : Antoine Chamoine
- 2014 : Barbecue d'Éric Lavaine : Baptiste
- 2014 : SMS de Gabriel Julien-Laferrière : Vincent
- 2015 : Bis de Dominique Farrugia : Éric
- 2015 : Pension complète de Florent-Emilio Siri : François
- 2016 : Les Visiteurs : La Révolution de Jean-Marie Poiré : Gonzague de Montmirail
- 2016 : Camping 3 de Fabien Onteniente : Patrick Chirac
- 2016 : Les Têtes de l'emploi d'Alexandre Charlot et Franck Magnier : Stéphane Martel
- 2017 : L'Embarras du choix de Éric Lavaine : le prêtre roux
- 2017 : Boule et Bill 2 de Pascal Bourdiaux : Pierre Roba, le père de Boule
- 2018 : Tout le monde debout de Lui-même : Jocelyn
- 2019 : All Inclusive de Fabien Onteniente : Jean-Paul Cisse
- 2019 : Toute ressemblance... de Michel Denisot : Cédric Saint Guérande
- 2020 : 10 jours sans maman de Ludovic Bernard : Antoine Mercier
- 2020 : Connectés de Romuald Boulanger : Marc
- 2021 : Le Sens de la famille de Jean-Patrick Benes : Alain
- 2021 : Haters de Stéphane Marelli : M. Martin
- 2022 : Ducobu président ! d'Elie Semoun : un serveur (caméo)
- 2022 : Rumba la vie de lui-même : Tony
- 2022 : Plancha d'Eric Lavaine : Baptiste
- 2023 : 10 jours encore sans maman de Ludovic Bernard : Antoine Mercier
- 2023 : Nouveau départ de Philippe Lefebvre : Alain
- 2023 : Le Petit Blond de la Casbah d'Alexandre Arcady : Employé EGA
- 2023 : Noël joyeux de Clément Michel : Vincent Barand
- 2024 : Chien et Chat de Reem Kherici : Jack
- 2024 : Prodigieuses de Frédéric et Valentin Potier : Serge Vallois
- 2024 : Loups-Garous de François Uzan : Jérôme Vassier
- 2024 : Un ours dans le Jura de lui-même : Michel

#### Télévision
- 1986 : Félicien Grevèche : Louis-Anatole (jeune médecin)
- 1987 : Coronation Street : Patrice Podevin
- 1991 : Bergerac : Gérard Cossec
- 1993 : Highlander (saison 2, épisodes 2-14) : Michel de Bourgogne
- 1993 : La Tête en l'air : Olivier
- 1994 : Honorin et l'Enfant prodigue : Frédéric
- 1994 : Élie et Dieudonné - Une certaine idée de la France (L’avis des Bêtes) : La Tatane, un joueur de Tatane.
- 1995 : Les Cinq Dernières Minutes : flic Basket 1
- 1997 : Sans cérémonie : Adrien Chailly
- 1997 : L'Histoire du samedi (série télévisée) : Paul (épisode Le Serre aux truffes)
- 2000 : Nos Jolies Colonies de vacances : Philippe
- 2005 : La Famille Zappon : Oliver Duchenne
- 2015 : Peplum de Philippe Lefebvre[28] : Zéphyros
- 2016 : Les Beaux Malaises d'Éric Lavaine : lui-même (version fictive)
- 2019 : Catherine et Liliane : Annick, une amie de Liliane
- 2020 : Dix pour cent (saison 4, épisode 2) : lui-même
- 2021 : La Dernière partie de Ludovic Colbeau-Justin : Christophe Maquet
- 2022 :  Rétroscopie sur TMC : lui même
- 2022 : Le Grand Restaurant : La guerre de l'étoile de Pierre Palmade.
- 2022 : 1H30 Max de Léo Grandperret : Franck Dubosc
- 2024 : Benoît Gênant Officiel (saison 1, épisodes 6-7) : lui-même

#### Doublage
- 2003 : Le Monde de Nemo d'Andrew Stanton et Lee Unkrich : Marin
- 2010 : Megamind de Tom McGrath : Métroman
- 2012 : Sammy 2 de Ben Stassen et Vincent Kesteloot : Sammy
- 2016 : Le Monde de Dory d'Andrew Stanton : Marin
- 2019 : Playmobil, le film de Lino DiSalvo : Rex Dasher
- 2022 : Miraculous : Les Aventures de Ladybug et Chat Noir - saison 4 épisode 5 Psycomédien : Harry Clown

#### Vidéos
- 2002 : Élie Annonce Semoun
- 2002 : Pour toi, public
- 2003 : Élie Annonce Semoun, La Suite
- 2006 : Pour toi, public 2
- 2007 : Élie Annonce Semoun, La Suite De La Suite

#### Spectacles retransmis à la télévision
- 2010 : Il était une dernière fois... Franck Dubosc

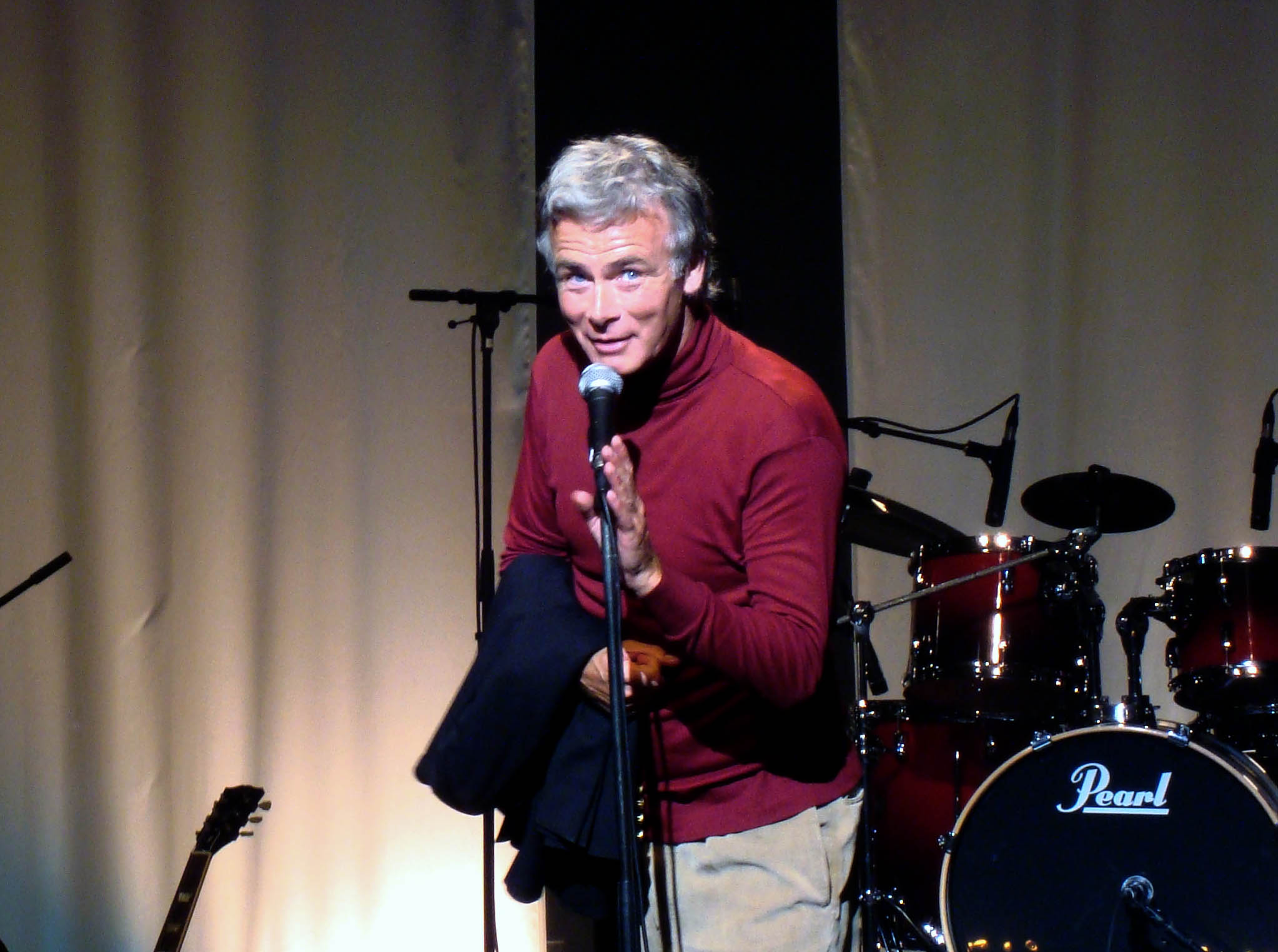
Dubosc en 2008 sur le tournage d’Incognito à Bruxelles.

- 2020 : Fifty-fifty

### Scénariste
- 2006 : Camping de Fabien Onteniente
- 2008 : Disco de Fabien Onteniente
- 2010 : Camping 2 de Fabien Onteniente
- 2010 : L'amour, c'est mieux à deux de Arnaud Lemort et Dominique Farrugia
- 2016 : Camping 3 de Fabien Onteniente
- 2018 : Tout le monde debout de Franck Dubosc
- 2019 : All Inclusive de Fabien Onteniente
- 2022 : Rumba la vie
- 2024 : Un ours dans le Jura

### Réalisateur
- 2018 : Tout le monde debout
- 2022 : Rumba la vie
- 2024 : Un ours dans le Jura

#### Box-office comme réalisateur
| # | Film                 | Année | Entrées en France |
| - | -------------------- | ----- | ----------------- |
| 1 | Tout le monde debout | 2018  | 2 354 594         |
| 2 | Rumba la vie         | 2022  | 286 913           |
| 3 | Un ours dans le Jura | 2025  | 1 482 761         |

## Distinctions
Sauf indication contraire, les informations mentionnées dans cette section peuvent être confirmées par les bases de données cinématographiques IMDb et Allociné,  présentes dans la section « Liens externes ».

### Récompenses
- NRJ Ciné Awards 2006 : meilleur réplique pour Camping
- Festival international du film de comédie de l'Alpe d'Huez 2007 : Prix Télé Poche du meilleur acteur de comédie de l'année pour Camping

### Nominations
- Raimu de la comédie 2006 : prix du scénario pour Camping
- NRJ Ciné Awards 2006 : meilleur look pour Camping
- Globes de cristal 2019 : meilleur film de comédie pour Tout le monde debout